# Pitts Special
Pitts Special (tovarniške oznake S1 in S2) je družina enomotornih propelerskih akrobatskih dvokrilnikov, ki jih je zasnoval Curtis Pitts. Prvi let je bil septembra 194, od takrat so ga velikokrat modificirali in je še vedno v proizvodnji. Pitts dvokrilniki so prevladovali v akrobatskih tekmovanjih v 1960-70ih in so še vedno popularni danes v nižjih kategorijah. Pitts Special ima fiksno pristajalno podvozje z repnim kolesom.
Curtis Pitts je začel snovati enosedežno akrobatsko letalo 1943–1944. Veliko letal je imelo na trupu sliko dihurja in so zato dobili vzdevek  "Stinkers" - "smrdljivci". 
S-1 je enosedežna verzija, S-2 pa dvosedežna verzija (tandem). 

## Tehnične specifikacije (S-2B)
Podatki iz Jane's All the World's Aircraft 1988–89
Splošne karakteristike
- Posadka: 2
- Dolžina: 18 ft 9 in (5,71 m)
- Razpon kril: 20 ft 0 in (6,10 m)
- Višina: 6 ft 7⅓ in (2,02 m)
- Površina kril: 125 ft² (11,6 m²)
- Teža praznega letala: 1150 lb (521 kg)
- Maks. vzletna teža: 1625 lb (737 kg)
- Pogon letala: 1 ×  6-valjni zračnohlajeni protibatni motor Textron Lycoming AEIO-540-D4A5, 260 KM (194 kW)

 Zmogljivost 
- Neprekoračljiva hitrost: 182 vozlov (210 mph, 338 km/h)
- Potovalna hitrost: 152 vozlov (175 mph, 282 km/h) največja potovalna hitrost
- Hitrost porušitve vzgona: 52 vozlov (60 mph, 97 km/h)
- Doseg: 277 NM (319 mi, 513 km)
- Višina leta: 21000 ft (6400 m)
- Hitrost vzpenjanja: 2700 ft/min (13,7 m/s)
- Obremenitev kril: 13,0 lb/ft² (63,6 kg/m²)
- Razmerje moč/teža: 0,16 KM/lb (0,26 kW/kg)